# Cantó de Vernons

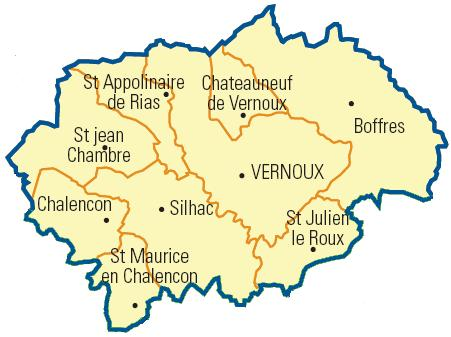
Comunes del cantó

El cantó de Vernons és un cantó francès del departament de l'Ardecha, situat al districte de Tornon. Té 9 municipis i el cap és Vernons.

## Municipis
- Bofres
- Chalencon
- Châteauneuf-de-Vernoux
- Sant Apolinari
- Saint-Jean-Chambre
- Saint-Julien-le-Roux
- Saint-Maurice-en-Chalencon
- Silhac
- Vernons

## Història
| Data d'elecció                           | Identitat       | Partit                    | Qualitat |
| ---------------------------------------- | --------------- | ------------------------- | -------- |
| 1952-19..                                | Pierre Delarbre | radical                   |          |
| 19..-1994                                | Raymond Finiels | Divers gauche, després PS |          |
| 1994-2008                                | Daniel Barral   | Divers gauche             |          |
| 2008-                                    | Martine Finiels | PS                        |          |
| les dades anteriors no són pas conegudes |                 |                           |          |
|                                          |                 |                           |          |

| 1962  | 1968  | 1975  | 1982  | 1990  | 1999  | 2007  |
| ----- | ----- | ----- | ----- | ----- | ----- | ----- |
| 4.330 | 4.711 | 3.994 | 4.011 | 3.973 | 3.670 | 4.032 |